# Azize
Azize es una serie de televisión turca del año 2019, producida por Süreç Film y emitida por Kanal D. Su primer capítulo fue emitido el 19 de noviembre de 2019 y finalizó el 28 de diciembre de 2019. El capítulo 6 fue el último emitido debido a su bajo rating.

## Trama
Melek es una joven enfermera con una familia destruida. Cuando era pequeña, su padre, un exitoso capitán, fue asesinado por los Alpan, una importante familia de la mafia. Por otra parte, su madre, que en ese momento estaba embarazada, también murió al enterarse de la muerte de su esposo mientras daba a luz al hermano pequeño de Melek. Su hermano pequeño fue encarcelado por calumnias y en la cárcel fue golpeado hasta la muerte por los Alpan. Melek, creció en condiciones difíciles y juró vengarse de aquellos que mataron a sus padres y destruyeron toda su vida. Para esto, ella cambia su identidad, se convierte en Azize y cuando su hermano fue golpeado hasta la muerte, decide filtrarse en la familia Alpan para vengarse y destruir a esta familia de la mafia. Pero se enfrentará a un obstáculo que ha excluido por completo: el amor.
Kartal, el hijo menor de la familia Alpan, se enamora de Azize. Mientras trata de convencerse de usar a Kartal para su venganza, se dará cuenta de que ella también está enamorada de él.

## Reparto[4]
| Actor            | Personaje         | Capítulos |
| ---------------- | ----------------- | --------- |
| Buğra Gülsoy     | Kartal Alpan      | 1-6       |
| Hande Erçel      | Azize Günay       | 1-6       |
| Mustafa Yıldıran | Balkan Alpan      | 1-6       |
| Tugay Mercan     | Okan              | 1-6       |
| Çetin Sarıkartal | İskender Alpan    | 1-6       |
| Mustafa Avkıran  | Barbaros Karakaya | 1-6       |
| Duygu Sarışın    | Asya Gündoğan     | 1-6       |
| Selen Öztürk     | Tuna Alpen        | 1-6       |
| Başak Daşman     | Yıldız Alpan      | 1-6       |
| Orhan Kılıç      | Adnan Bardar      | 1-6       |
| Serkan Altıntaş  | Yaman Özsoy       | 1-6       |
| Asuman Çakır     | Aynur Alpan       | 1-6       |
| Ufuk Şen         | Hasan Alpan       | 1-6       |
| Ceylan Batı      | Ceyda Alpan       | 1-6       |
| Zeynep Kızıltan  | Gül Alpan         | 1-6       |
| Efekan Can       | Kuzey Alpan       | 1-6       |
| Ece Miray        | Selin Alpan       | 1-6       |

## Recepción
Debido a su tibio rendimiento en cuanto a rating, ya que nunca logró posicionarse entre los 10 programas más vistos del día, solo se alcanzaron a emitir los 6 primeros capítulos de la serie antes de que fuese cancelada el 28 de diciembre de 2019.